# Søren Busk
Søren Thomas Busk (Glostrup, 1953. április 10. –) dán válogatott labdarúgó.

## Pályafutása

### Klubcsapatban
Glostrupben született. Pályafutását is itt kezdte a Glostrup IC csapatában. 1976-ban, 23 évesen a német másodosztályban szereplő Westfalia Herne együtteséhez igazolt. Első szezonjában 32 mérkőzésen 12 alkalommal volt eredményes. Összesen három idényt töltött a német csapatnál, ezalatt 105 mérkőzésen lépett pályára és 16 gólt szerzett. 1979 nyarán a holland MVV Maastricht szerződtette, mely ekkor az Eredivisie-ben szerepelt. Az 1979–80-as szezon után a 11., az 1980–81-es szezon után a 8., míg az 1981–82-es szezon után a 16. helyen végeztek és kiestek.
1982-ben a belga Genthez igazolt, mellyel 1984-ben megnyerte a belga kupát. 1985-ben visszatért a Maastrichthoz, ahol egyig játszott, majd 1986-ban az AS Monaco együtteséhez távozott. Egy szezont töltött a francia első osztályban. 1987-ben Ausztriába, Wiener SC-hez igazolt, ahol szintén egy szezont játszott.
1988-ban hazatért Dániába a Herfølgéba. A pályafutását 1990-ben fejezte be.

### A válogatottban
1979 és 1988 között 61 alkalommal szerepelt a dán válogatottban és 2 gólt szerzett. Részt vett az 1984-es és az 1988-as Európa-bajnokságon, illetve az 1986-os világbajnokságon. 

## Sikerei, díjai
KAA Gent
- Belga kupa (1): 1983–84